# Aischa al-Gaddafi
Aischa al-Gaddafi (auch Ayesha Gaddafi, arabisch عائشة القذافي, DMG ʿĀʾiša al-Qaḏḏāfī; * 1976 in Tripolis) ist die einzige leibliche Tochter des ehemaligen libyschen Herrschers Muammar al-Gaddafi und dessen zweiter Ehefrau Safaja Farkasch.

## Leben
Von Beruf ist sie Anwältin. Ab Juli 2004 gehörte sie zum Anwaltsteam des ehemaligen irakischen Präsidenten Saddam Hussein. Sie ist seit 2006 mit Armeeoberst Ahmed al-Gaddafi al-Qahsi, einem Cousin ihres Vaters, verheiratet. 2009 wurde sie zur Ehrenbotschafterin des Entwicklungsprogramms der Vereinten Nationen ernannt, wo sie sich gegen die Verbreitung von AIDS und die Unterdrückung von Frauen in der arabischen Welt einsetzte. Die UN trennte sich jedoch während des Bürgerkrieges 2011 von ihr. Am 29. August 2011 floh sie hochschwanger nach algerischen Angaben zusammen mit ihrer Mutter und zwei Brüdern nach Algerien, wo sie, wie auch einige andere Angehörige der Gaddafi-Familie, ein Aufenthaltsrecht und Asyl erhielt. Sie wurde dort jedoch ausgewiesen, nachdem sie mehrere Male Feuer in ihrem Haus gelegt und ein Porträt des algerischen Präsidenten Bouteflika zerstört haben soll. Seit 2012 lebt sie in Oman, wo sie ebenfalls politisches Asyl erhalten hat.
2017 hob der EuGH die 2011 gegen die Gaddafi-Familie erlassenen Sanktionen der EU, wie Einreiseverbot und Sperrung der Bankkonten, bezogen auf Aischa al-Gaddafi auf, nachdem diese dagegen geklagt hatte. Er  erklärte, es gebe nicht genügend Informationen über ihre konkrete Rolle bei der Niederschlagung des Aufstandes von 2011, mit der die Sanktionen begründet wurden. Er beschränkte die Aufhebung ausdrücklich auf Aischa al-Gaddafi.